# One Wayne G
One Wayne G è la prima raccolta del musicista canadese Mac DeMarco, pubblicata nel 2023.

## Tracce
Testi e musiche di Mac DeMarco.
1. 20180512 – 4:07
2. 20180529 – 2:31
3. 20180701 – 2:05
4. 20180702 – 2:20
5. 20180702 2 – 2:37
6. 20180816 – 2:15
7. 20180913 – 2:11
8. 20180924 – 2:03
9. 20180927 – 1:19
10. 20180930 – 3:08
11. 20181002 – 0:32
12. 20181019 – 2:56
13. 20181108 – 3:03
14. 20181212 – 2:46
15. 20190127 – 3:21
16. 20190205 – 4:52
17. 20190205 2 – 2:35
18. 20190205 3 – 3:59
19. 20190206 – 2:56
20. 20190210 – 4:41
21. 20190622 – 3:50
22. 20190722 – 1:42
23. 20190723 – 2:17
24. 20190724 – 1:10
25. 20190724 2 – 1:52
26. 20190726 – 1:46
27. 20190728 – 2:00
28. 20190729 – 3:07
29. 20190730 – 1:56
30. 20190801 – 2:25
31. 20190802 – 4:06
32. 20190813 – 1:14
33. 20190813 2 – 3:02
34. 20190813 3 – 1:32
35. 20190826 – 22:37
36. 20191009 I Like Her – 2:16
37. 20191010 No Doubt About It – 3:02
38. 20191011 You Made the Bed – 2:13
39. 20191012 Fooled by Love – 3:17
40. 20191202 – 1:00
41. 20191215 – 2:16
42. 20191216 – 2:11
43. 20191219 – 2:11
44. 20191227 – 2:08
45. 20191228 – 1:50
46. 20191229 – 6:15
47. 20200101 – 2:28
48. 20200107 – 2:21
49. 20200107 2 – 2:41
50. 20200108 – 2:34
51. 20200109 – 2:07
52. 20200115 – 3:04
53. 20200223 – 3:21
54. 20200225 – 6:20
55. 20200228 – 3:03
56. 20200229 – 3:37
57. 20200229 2 – 13:42
58. 20200316 – 3:13
59. 20200317 – 2:16
60. 20200323 – 2:48
61. 20200323 2 – 1:31
62. 20200324 – 2:39
63. 20200326 – 1:48
64. 20200327 – 2:05
65. 20200329 – 2:40
66. 20200330 – 2:18
67. 20200402 – 3:09
68. 20200801 – 2:22
69. 20200802 – 2:40
70. 20200808 – 2:38
71. 20200811 – 1:22
72. 20200812 – 2:42
73. 20200813 – 1:29
74. 20200816 She Want the Sandwich – 1:58
75. 20200817 Proud True Toyota – 2:02
76. 20200819 She Get the Gold Star – 2:41
77. 20200820 Turn My TV On – 3:00
78. 20200821 Cowboy Shit – 3:21
79. 20200823 Inside the Beavers Dam – 1:20
80. 20200922 – 1:10
81. 20201022 – 2:34
82. 20201023 – 2:36
83. 20201023 2 – 2:22
84. 20201110 – 2:51
85. 20201110 2 – 2:37
86. 20201111 – 2:27
87. 20201111 2 – 2:08
88. 20201115 – 1:58
89. 20201119 – 1:46
90. 20201119 2 – 1:19
91. 20201124 – 1:47
92. 20201125 – 2:52
93. 20201126 – 3:31
94. 20201126 2 – 2:10
95. 20201126 3 – 1:41
96. 20201127 – 2:48
97. 20201128 – 2:03
98. 20201128 2 – 1:52
99. 20201128 3 – 1:43
100. 20201203 – 4:18
101. 20201228 – 3:05
102. 20201230 – 2:48
103. 20201231 – 2:07
104. 20210215 Ball for the Coach – 2:00
105. 20210216 Goodnight Baby – 3:04
106. 20210217 Scarecrow – 3:24
107. 20210218 Round Here – 2:49
108. 20210220 China – 1:56
109. 20210220 Stratocaster – 2:02
110. 20210221 Father of the Year – 1:17
111. 20210301 – 1:52
112. 20210303 – 2:45
113. 20210306 – 0:50
114. 20210306 2 – 2:28
115. 20210306 3 – 3:10
116. 20210306 4 – 2:11
117. 20210307 – 2:22
118. 20210327 – 2:27
119. 20210507 – 2:35
120. 20210511 – 1:37
121. 20210516 – 2:10
122. 20210517 – 3:21
123. 20210518 – 2:34
124. 20210529 – 2:21
125. 20210601 – 2:32
126. 20210603 – 2:38
127. 20210606 – 3:15
128. 20210612 – 1:10
129. 20210616 – 2:34
130. 20210616 2 – 1:52
131. 20210621 – 2:09
132. 20210629 – 1:17
133. 20210629 2 – 1:49
134. 20210630 – 2:43
135. 20210701 – 2:13
136. 20210702 – 2:05
137. 20210702 2 – 5:07
138. 20210704 – 3:46
139. 20210709 – 2:22
140. 20210713 – 0:43
141. 20210714 – 2:59
142. 20210720 – 3:33
143. 20210720 2 – 1:53
144. 20210722 – 2:12
145. 20210722 2 – 2:46
146. 20210813 – 1:02
147. 20210815 – 2:29
148. 20210818 – 1:04
149. 20211121 – 2:33
150. 20211121 2 – 2:47
151. 20211122 – 2:30
152. 20211126 – 1:58
153. 20211128 – 2:02
154. 20211128 2 – 2:16
155. 20211129 – 2:20
156. 20211129 2 – 1:47
157. 20211129 3 – 2:32
158. 20220122 – 2:07
159. 20220128 – 1:54
160. 20220129 – 2:40
161. 20220201 – 2:11
162. 20220202 – 2:57
163. 20220202 2 – 2:25
164. 20220204 – 2:52
165. 20220223 – 2:28
166. 20220328 – 2:01
167. 20220329 – 1:31
168. 20220329 2 – 2:04
169. 20220329 3 – 2:51
170. 20220330 – 1:40
171. 20220331 – 2:15
172. 20220401 – 2:27
173. 20220422 – 2:29
174. 20220507 – 1:49
175. 20220508 – 1:40
176. 20220609 – 5:24
177. 20221102 The Truth – 3:24
178. 20221103 – 1:08
179. 20221118 – 2:23
180. 20221118 2 – 0:34
181. 20221119 – 2:48
182. 20221120 – 2:28
183. 20221120 2 – 0:55
184. 20221121 – 2:05
185. 20221122 – 2:13
186. 20221124 – 2:21
187. 20221125 – 2:28
188. 20221126 – 2:25
189. 20221127 – 2:24
190. 20221129 – 2:11
191. 20221213 – 2:21
192. 20221217 – 4:05
193. 20221217 2 – 4:51
194. 20230102 – 2:26
195. 20230103 – 2:15
196. 20230105 – 2:41
197. 20230108 – 2:24
198. 20230109 – 3:09
199. 20230114 – 2:21

## Classifiche
| Classifica (2023) | Posizione raggiunta |
| ----------------- | ------------------- |
| Stati Uniti       | 56                  |